# Głęboczek (powiat strzelecko-drezdenecki)
Głęboczek – wieś w Polsce położona w województwie lubuskim, w powiecie strzelecko-drezdeneckim, w gminie Stare Kurowo.
W latach 1975–1998 miejscowość administracyjnie należała do województwa gorzowskiego.

## Zabytki
Do wojewódzkiego rejestru zabytków wpisany jest:
- kościół pomennonicki, obecnie rzymskokatolicki filialny pod wezwaniem św. Barbary, z połowy XVIII wieku.